# Squadra ceca di Coppa Davis
La squadra ceca di Coppa Davis rappresenta la Repubblica Ceca nella Coppa Davis, ed è posta sotto l'egida della Federazione Tennistica Ceca.
La squadra partecipa alla competizione dal 1921, e fino all'edizione del 1992 (compresa) partecipava come Cecoslovacchia, fino alla divisione del paese in Repubblica Ceca e Slovacchia nel 1993.

Vanta in totale tre successi nella manifestazione e due finali perse.

## Organico 2024
Vengono di seguito illustrati i convocati per ogni singolo turno della Coppa Davis 2024. A sinistra dei nomi la nazione affrontata e il risultato finale. Fra parentesi accanto ai nomi, il ranking del giocatore nel momento della disputa degli incontri (la "d" indica che il ranking corrisponde alla specialità del doppio).
| Gruppo Mondiale Qualificazioni | Gruppo Mondiale Qualificazioni                                                                |
| Israele (4-0)                  | Jiří Lehečka (31) Tomáš Macháč (78) Vít Kopřiva (115) Jakub Menšík (127) Adam Pavlásek (45 d) |
| ------------------------------ | --------------------------------------------------------------------------------------------- |

| Gruppo Mondiale Round Robin | Gruppo Mondiale Round Robin | Gruppo Mondiale Round Robin | Gruppo Mondiale Round Robin                                                |
| Spagna (0-3)                | Australia (0-3)             | Francia (1-2)               | Tomáš Macháč (35) Jiří Lehečka (37) Jakub Menšík (67) Adam Pavlásek (41 d) |
| --------------------------- | --------------------------- | --------------------------- | -------------------------------------------------------------------------- |

## Risultati
= Incontro del Gruppo Mondiale

### 2010-2019
| Anno | Turno                          | Data            | Sede               | Avversario           | Punteggio | Esito     |
| ---- | ------------------------------ | --------------- | ------------------ | -------------------- | --------- | --------- |
| 2010 | Gruppo Mondiale, 1º turno      | 5-7 marzo       | Bree (BEL)         | Belgio               | 4–1       | Vittoria  |
| 2010 | Gruppo Mondiale, Quarti        | 9-11 luglio     | Coquimbo (CHL)     | Cile                 | 4–1       | Vittoria  |
| 2010 | Gruppo Mondiale, Semifinale    | 17-19 settembre | Belgrado (SRB)     | Serbia               | 2–3       | Sconfitta |
| 2011 | Gruppo Mondiale, 1º turno      | 4-6 marzo       | Ostrava (CZE)      | Kazakistan           | 2–3       | Sconfitta |
| 2011 | Spareggi Gruppo Mondiale       | 16-18 settembre | Bucarest (ROU)     | Romania              | 5–0       | Vittoria  |
| 2012 | Gruppo Mondiale, 1º turno      | 10-12 febbraio  | Ostrava (CZE)      | Italia               | 4–1       | Vittoria  |
| 2012 | Gruppo Mondiale, Quarti        | 6-8 aprile      | Praga (CZE)        | Serbia               | 4–1       | Vittoria  |
| 2012 | Gruppo Mondiale, Semifinale    | 14-16 settembre | Buenos Aires (ARG) | Argentina            | 3–2       | Vittoria  |
| 2012 | Gruppo Mondiale, Finale        | 16-18 novembre  | Praga (CZE)        | Spagna               | 3–2       | Campione  |
| 2013 | Gruppo Mondiale, 1º turno      | 1-3 febbraio    | Ginevra (CHE)      | Svizzera             | 3–2       | Vittoria  |
| 2013 | Gruppo Mondiale, Quarti        | 5-7 aprile      | Astana (KAZ)       | Kazakistan           | 3–1       | Vittoria  |
| 2013 | Gruppo Mondiale, Semifinale    | 13-15 settembre | Praga (CZE)        | Argentina            | 3–2       | Vittoria  |
| 2013 | Gruppo Mondiale, Finale        | 15-17 novembre  | Belgrado (SRB)     | Serbia               | 3–2       | Campione  |
| 2014 | Gruppo Mondiale, 1º turno      | 31 gen.-2 feb.  | Ostrava (CZE)      | Paesi Bassi          | 3–2       | Vittoria  |
| 2014 | Gruppo Mondiale, Quarti        | 4-6 aprile      | Tokyo (JPN)        | Giappone             | 5–0       | Vittoria  |
| 2014 | Gruppo Mondiale, Semifinali    | 12-14 settembre | Parigi (FRA)       | Francia              | 1–4       | Sconfitta |
| 2015 | Gruppo Mondiale, 1º turno      | 6-8 marzo       | Ostrava (CZE)      | Australia            | 2–3       | Sconfitta |
| 2015 | Spareggi Gruppo Mondiale       | 18-20 settembre | Nuova Delhi (IND)  | India                | 3–1       | Vittoria  |
| 2016 | Gruppo Mondiale, 1º turno      | 4-6 marzo       | Hannover (DEU)     | Germania             | 3-2       | Vittoria  |
| 2016 | Gruppo Mondiale, Quarti        | 15-17 luglio    | Třinec (CZE)       | Francia              | 1-3       | Sconfitta |
| 2017 | Gruppo Mondiale, 1º turno      | 3-5 febbraio    | Melbourne (AUS)    | Australia            | 1–4       | Sconfitta |
| 2017 | Spareggi Gruppo Mondiale       | 15-17 settembre | L'Aia (NLD)        | Paesi Bassi          | 2–3       | Sconfitta |
| 2018 | Gruppo I, Quarti               | 5-7 aprile      | Ostrava (CZE)      | Israele              | 3–1       | Vittoria  |
| 2018 | Spareggi Gruppo Mondiale       | 14-16 settembre | Budapest (HUN)     | Ungheria             | 3–2       | Vittoria  |
| 2019 | Qualificazioni Gruppo Mondiale | 1-2 febbraio    | Ostrava (CZE)      | Paesi Bassi          | 1–3       | Sconfitta |
| 2019 | Gruppo I, Playoff              | 13-15 settembre | Zenica (BIH)       | Bosnia ed Erzegovina | 3–2       | Vittoria  |

### 2020-2029
| Anno | Turno                          | Data         | Sede               | Avversario    | Punteggio | Esito     |
| ---- | ------------------------------ | ------------ | ------------------ | ------------- | --------- | --------- |
| 2020 | Qualificazioni Gruppo Mondiale | 6-7 marzo    | Bratislava (SVK)   | Slovacchia    | 3–1       | Vittoria  |
| 2021 | Gruppo Mondiale, Round Robin   | 25 novembre  | Innsbruck (AUT)    | Francia       | 1–2       | Sconfitta |
| 2021 | Gruppo Mondiale, Round Robin   | 28 novembre  | Innsbruck (AUT)    | Regno Unito   | 1–2       | Sconfitta |
| 2022 | Qualificazioni Gruppo Mondiale | 4-5 marzo    | Buenos Aires (ARG) | Argentina     | 0–4       | Sconfitta |
| 2023 | Qualificazioni Gruppo Mondiale | 4–5 febbraio | Maia (PRT)         | Portogallo    | 3-1       | Vittoria  |
| 2023 | Gruppo Mondiale, Round Robin   | 13 settembre | Valencia (ESP)     | Spagna        | 3-0       | Vittoria  |
| 2023 | Gruppo Mondiale, Round Robin   | 14 settembre | Valencia (ESP)     | Corea del Sud | 3-0       | Vittoria  |
| 2023 | Gruppo Mondiale, Round Robin   | 16 settembre | Valencia (ESP)     | Serbia        | 3-0       | Vittoria  |
| 2023 | Gruppo Mondiale, Quarti        | 22 novembre  | Malaga (ESP)       | Australia     | 1-2       | Sconfitta |
| 2024 | Qualificazioni Gruppo Mondiale | 3–4 febbraio | Třinec (CZE)       | Israele       | 4-0       | Vittoria  |
| 2024 | Gruppo Mondiale, Round Robin   | 11 settembre | Valencia (ESP)     | Spagna        | 0-3       | Sconfitta |
| 2024 | Gruppo Mondiale, Round Robin   | 12 settembre | Valencia (ESP)     | Australia     | 0-3       | Sconfitta |
| 2024 | Gruppo Mondiale, Round Robin   | 14 settembre | Valencia (ESP)     | Francia       | 1-2       | Sconfitta |

## Statistiche giocatori
Di seguito la classifica dei tennisti cechi con almeno una partecipazione in Coppa Davis, ordinati in base al numero di vittorie. In caso di parità si tiene conto del maggior numero di incontri disputati; in caso di ulteriore parità viene dato più valore agli incontri in singolare; come quarto e ultimo criterio viene considerata la data d'esordio. In grassetto quelli tuttora in attività.

Aggiornato alla Coppa Davis 2025 (Repubblica Ceca-Corea del Sud 4-0).
| #  | Tennista        | Singolare | Doppio | Totale |
| -- | --------------- | --------- | ------ | ------ |
| 1  | Jan Kodeš       | 39-19     | 21-15  | 60-34  |
| 2  | Roderich Menzel | 40-12     | 13-10  | 53-22  |
| 3  | Tomáš Berdych   | 29-15     | 21-2   | 50-17  |
| 4  | Tomáš Šmíd      | 22-15     | 20-10  | 42-25  |
| 5  | Jaroslav Drobný | 24-4      | 13-2   | 37-6   |
| 6  | Radek Štěpánek  | 15-13     | 20-5   | 35-18  |
| 7  | Jiří Javorský   | 20-15     | 13-7   | 33-22  |
| 8  | Jan Koželuh     | 17-10     | 12-7   | 29-17  |
| 9  | Petr Korda      | 18-9      | 11-4   | 29-13  |
| 10 | Jiří Novák      | 17-5      | 10-2   | 27-7   |
| 11 | Miloslav Mečíř  | 18-8      | 5-1    | 23-9   |
| 12 | Ivan Lendl      | 18-11     | 4-4    | 22-15  |
| 13 | Vladimír Černík | 10-13     | 11-2   | 21-15  |
| 14 | Ladislav Hecht  | 14-15     | 4-4    | 18-19  |
| 15 | Jiří Hřebec     | 17-12     | 1-4    | 18-16  |
| 16 | Lukáš Rosol     | 14-10     | 2-3    | 16-13  |
| 17 | František Pála  | 14-9      | 1-1    | 15-10  |
| 18 | Jiří Veselý     | 11-11     | 2-4    | 13-15  |
| 19 | Jan Kukal       | 5-4       | 8-7    | 13-11  |
| 20 | Ladislav Žemla  | 6-5       | 7-5    | 13-10  |
| 21 | Milan Šrejber   | 9-5       | 3-2    | 12-7   |
| 22 | Tomáš Macháč    | 8-3       | 3-5    | 11-8   |
| 23 | Bohdan Ulihrach | 11-7      | 0-0    | 11-7   |
| 24 | Pavel Složil    | 4-2       | 7-2    | 11-4   |
| 25 | Ferenc Maršálek | 1-0       | 10-3   | 11-3   |
| 26 | Karel Nováček   | 9-11      | 0-0    | 9-11   |
| 27 | Jiří Lehečka    | 9-6       | 0-5    | 9-11   |
| 28 | Pavel Macenauer | 4-10      | 5-1    | 9-11   |

| #  | Tennista           | Singolare | Doppio | Totale |
| -- | ------------------ | --------- | ------ | ------ |
| 29 | Milan Holeček      | 4-12      | 4-3    | 8-15   |
| 30 | Daniel Vacek       | 5-5       | 3-2    | 8-7    |
| 31 | Adam Pavlásek      | 1-0       | 7-6    | 8-6    |
| 32 | David Rikl         | 1-2       | 7-3    | 8-5    |
| 33 | Friedrich Rohrer   | 6-8       | 1-3    | 7-11   |
| 34 | Josef Caska        | 5-3       | 2-1    | 7-4    |
| 35 | Lukáš Dlouhý       | 3-5       | 3-1    | 6-6    |
| 36 | Jakub Menšík       | 3-1       | 3-3    | 6-4    |
| 37 | Cyril Suk          | 0-0       | 6-4    | 6-4    |
| 38 | Pavel Korda        | 5-4       | 0-1    | 5-5    |
| 39 | Jan Hájek          | 4-4       | 1-1    | 5-5    |
| 40 | Vladimír Zábrodský | 2-3       | 3-2    | 5-5    |
| 41 | Petr Štrobl        | 2-3       | 3-1    | 5-4    |
| 42 | Josef Šíba         | 5-3       | 0-0    | 5-3    |
| 43 | Vladimír Zedník    | 2-2       | 2-4    | 4-6    |
| 44 | Sláva Doseděl      | 3-8       | 0-0    | 3-8    |
| 45 | Jiří Parma         | 3-3       | 0-1    | 3-4    |
| 46 | Libor Pimek        | 2-2       | 1-1    | 3-3    |
| 47 | Ferdinand Vrba     | 3-1       | 0-0    | 3-1    |
| 48 | František Cejnar   | 2-1       | 1-0    | 3-1    |
| 49 | Martin Damm        | 1-3       | 1-5    | 2-8    |
| 50 | Tomáš Zíb          | 2-3       | 0-1    | 2-4    |
| 51 | Ivo Minář          | 2-3       | 0-0    | 2-3    |
| 52 | Pavel Benda        | 2-2       | 0-0    | 2-2    |
| 53 | Jonáš Forejtek     | 2-0       | 0-1    | 2-1    |
| 54 | Milan Nečas        | 0-0       | 2-0    | 2-0    |

| #  | Tennista          | Singolare | Doppio | Totale |
| -- | ----------------- | --------- | ------ | ------ |
| 55 | Štěpán Koudelka   | 0-3       | 1-1    | 1-4    |
| 56 | Jano Krajčík      | 0-2       | 1-1    | 1-3    |
| 57 | Michal Tabara     | 1-1       | 0-0    | 1-1    |
| 58 | Vít Kopřiva       | 1-1       | 0-0    | 1-1    |
| 59 | František Sojka   | 1-0       | 0-0    | 1-0    |
| 60 | Jaroslav Navrátil | 1-0       | 0-0    | 1-0    |
| 61 | Petr Kralert      | 1-0       | 0-0    | 1-0    |
| 62 | Jan Mertl         | 1-0       | 0-0    | 1-0    |
| 63 | Maxim Mrva        | 1-0       | 0-0    | 1-0    |
| 64 | Jiří Granát       | 0-0       | 1-0    | 1-0    |
| 65 | Karel Ardelt      | 0-4       | 0-1    | 0-5    |
| 66 | Jan Hernych       | 0-3       | 0-1    | 0-4    |
| 67 | Jan Šátral        | 0-2       | 0-1    | 0-3    |
| 68 | Pavel Vízner      | 0-1       | 0-2    | 0-3    |
| 69 | Vojtěch Vodička   | 0-2       | 0-0    | 0-2    |
| 70 | František Čermák  | 0-1       | 0-1    | 0-2    |
| 71 | Roman Jebavý      | 0-0       | 0-2    | 0-2    |
| 72 | Ernst Gottlieb    | 0-1       | 0-0    | 0-1    |
| 73 | Stanislav Birner  | 0-1       | 0-0    | 0-1    |
| 74 | Jan Vacek         | 0-1       | 0-0    | 0-1    |
| 75 | Václav Šafránek   | 0-1       | 0-0    | 0-1    |
| 76 | Jaroslav Just     | 0-0       | 0-1    | 0-1    |
| 77 | Leoš Friedl       | 0-0       | 0-1    | 0-1    |
| 78 | Zdeněk Kolář      | 0-0       | 0-1    | 0-1    |

## Andamento
La seguente tabella riflette l'andamento della squadra dal 1990 ad oggi.
| Pos.           | 90 | 91 | 92 | 93 | 94 | 95 | 96 | 97 | 98 | 99 | 00 | 01 | 02 | 03 | 04 | 05 | 06 | 07 | 08 | 09 | 10 | 11 | 12 | 13 | 14 | 15 | 16 | 17 | 18 | 19 | 21 | 22 | 23 | 24 |
| -------------- | -- | -- | -- | -- | -- | -- | -- | -- | -- | -- | -- | -- | -- | -- | -- | -- | -- | -- | -- | -- | -- | -- | -- | -- | -- | -- | -- | -- | -- | -- | -- | -- | -- | -- |
| Campione       |    |    |    |    |    |    |    |    |    |    |    |    |    |    |    |    |    |    |    |    |    |    | 2º | 3º |    |    |    |    |    |    |    |    |    |    |
| Finalista      |    |    |    |    |    |    |    |    |    |    |    |    |    |    |    |    |    |    |    |    |    |    |    |    |    |    |    |    |    |    |    |    |    |    |
| SF             |    |    |    |    |    |    |    |    |    |    |    |    |    |    |    |    |    |    |    |    |    |    |    |    |    |    |    |    |    |    |    |    |    |    |
| QF             |    |    |    |    |    |    |    |    |    |    |    |    |    |    |    |    |    |    |    |    |    |    |    |    |    |    |    |    |    |    |    |    |    |    |
| OF             |    |    |    |    |    |    |    |    |    |    |    |    |    |    |    |    |    |    |    |    |    |    |    |    |    |    |    |    |    |    |    |    |    |    |
| Qualificazioni | x  | x  | x  | x  | x  | x  | x  | x  | x  | x  | x  | x  | x  | x  | x  | x  | x  | x  | x  | x  | x  | x  | x  | x  | x  | x  | x  | x  | x  |    |    |    |    |    |
| Gruppo I       |    |    |    |    |    |    |    |    |    |    |    |    |    |    |    |    |    |    |    |    |    |    |    |    |    |    |    |    |    |    |    |    |    |    |
| Gruppo II      |    |    |    |    |    |    |    |    |    |    |    |    |    |    |    |    |    |    |    |    |    |    |    |    |    |    |    |    |    |    |    |    |    |    |
| Gruppo III     | x  | x  |    |    |    |    |    |    |    |    |    |    |    |    |    |    |    |    |    |    |    |    |    |    |    |    |    |    |    |    |    |    |    |    |
| Gruppo IV      | x  | x  | x  | x  | x  | x  | x  |    |    |    |    |    |    | x  |    |    |    |    |    |    | x  | x  | x  | x  | x  | x  | x  | x  | x  | x  | x  |    |    |    |

Legenda
- Campione: La squadra ha conquistato la Coppa Davis.
- Finalista: La squadra ha disputato e perso la finale.
- SF: La squadra è stata sconfitta in semifinale.
- QF: La squadra è stata sconfitta nei quarti di finale.
- OF: La squadra è stata sconfitta negli ottavi di finale (1º turno). Dal 2019 sostituito dal Round Robin.
- Qualificazioni: La squadra è stata sconfitta al turno di qualificazione. Istituito nel 2019.
- Gruppo I: La squadra ha partecipato al Gruppo I della propria zona di appartenenza.
- Gruppo II: La squadra ha partecipato al Gruppo II della propria zona di appartenenza.
- Gruppo III: La squadra ha partecipato al Gruppo III della propria zona di appartenenza.
- Gruppo IV: La squadra ha partecipato al Gruppo IV della propria zona di appartenenza.
- x: Ove presente, la x indica che in quel determinato anno, il Gruppo in questione non è esistito.